# Auguste Mabika Kalanda
 (juillet 2021).
Si vous disposez d'ouvrages ou d'articles de référence ou si vous connaissez des sites web de qualité traitant du thème abordé ici, merci de compléter l'article en donnant les références utiles à sa vérifiabilité et en les liant à la section « Notes et références ».
Auguste Mabika Kalanda, né le 26 novembre 1932 à Congo-Kasaï, mort le 20 mai 1995, est un homme politique congolais. Il est ministre des Affaires étrangères de la République du Congo-Léopoldville, en 1963.

## Biographie
Auguste Mabika Kalanda, fait ses études primaires à Mikalayi, humanitaire latines-mathématiques au collège Saint Jean-Berchmans de Kampondeau. En 1954, il fait ses études universitaires catholique à Lovanium, Léopoldville.